# Chlorita unispina
Chlorita unispina är en insektsart som beskrevs av Pieter D. Theron 1988. Chlorita unispina ingår i släktet Chlorita och familjen dvärgstritar. Inga underarter finns listade i Catalogue of Life.